# Dorothy Scouler
Dorothy Elizabeth Scouler (gift Hawtin), född 23 augusti 1910 i Potterspury, grevskapet Northamptonshire, England; död 17 november 1972 i Caldecote, Towcester, Northamptonshire, var en brittisk friidrottare med löpgrenar som huvudgren. Scouler var en pionjär inom damidrott, hon var världsrekordhållare och blev guldmedaljör vid den andra ordinarie damolympiaden 1926.

## Biografi
Dorothy Scouler föddes 1910 i mellersta England som barn till John Scouler och dennes fru Alice Jubilee Panter, modern dog i samband med förlossningen. Hon växte upp hos morfadern William Panter i Deanshanger. Hon började med friidrott och tränade i Wolvertonområdet i Milton Keynes, senare gick hon med i idrottsföreningen Middlesex Women där hon tävlade i kortdistanslöpning och stafettlöpning.
Scouler deltog, endast 16 år gammal, i den andra ordinarie damolympiaden 27–29 augusti 1926 i Göteborg, under idrottsspelen vann hon guldmedalj med stafettlaget (med Florence Haynes, Eileen Edwards och Rose Thompson) på 4 x 100 meter/110 yards på officiell världsrekordtid.
Den 16 mars 1935 gifte hon sig med William Thomas Hawtin i kyrkan i Cosgrove, paret fick 7 barn. Scouley dog 1972 i Caldecote nära Towcester i Northamptonshire.